# Църква на Сатаната
Църквата на сатаната (на английски: The Church of Satan) е организация, която се занимава с възприемането на плътската същност на човека, така както е описано в „Сатанинската библия“, написана през 1969 година от Антон Шандор Ла Вей.

## История
Църквата на Сатаната е създадена през Валпургиевата нощ (30 април) 1966 г. в Сан Франциско от Антон Шандор Ла Вей, който се обявява за неин жрец и остава такъв до смъртта си през 1997 година.
Основният управляващ орган на Църквата на Сатаната е създаден малко по-рано – през 1950 г., като Орден на Трапецоида.
На 1 февруари 1967 г. Антон Шандор Ла Вей провежда първата официална сатанинска сватба (женят се радикалният журналист Джон Реймонд и Джудит Кейс). С това е предизвикано вниманието на медиите и сватбата е отразена в няколко авторитетни издания.
През същата година е направена и церемония на сатанинско кръщение на тригодишната тогава дъщеря на Ла Вей. Церемонията е направена така, че да е приятна за детето.
През 1960 – 1970 г. църквата на Сатаната се споменава в много книги, списания и вестници. Антон Шандор Ла Вей взима участие във филма Invocation of my Demon Brother на Кенет Енгър и е технически консултант във филма The Devil’s Rain. Църквата на Сатаната фигурира във филма на Луиджи Скатини Angeli Blanca, Angeli Negra.
През 1975 г. Ла Вей видоизменя системата grotto и прави така, че сред критериите за членство в църквата му е успехът в живота. Това поражда слухове, че църквата на Сатаната е пред разпад, а също и слухове за смъртта на Ла Вей.
През 1980 г. се появява вълна на масова истерия и страх от сатанизма, породена от християнски фундаменталисти. В медиите се появяват по-известни членове на Църквата, за да опровергаят лъжливите обвинения. Случаят стига до ФБР, които публикуват официален отчет опровергаващ твърденията, че Църквата на Сатаната е замесена в престъпления. Социалният феномен, който се е получил, е известен под името „Сатанинска паника“.
В периода 1980 – 1990 г. църквата на Сатаната и нейни членове активно участват в пускането на филми, музика и списания, посветени на сатанизма.
През 1997 г. Ла Вей умира и глава на сатанинската църква става неговата жена Бланш Бартон. Тя отстъпва поста си на Питър Гилмор и Пеги Надрами през 2001 г., поради което централният офис на църквата на Сатаната е преместен от Сан Франциско в Ню Йорк.

## Основни положения

### 9 сатанински гряха
1. Тъпота
2. Превзетост
3. Солипсизъм
4. Самозаблуда
5. Стадно чувство
6. Безперспективност
7. Забрава на минали общоприетости
8. Противопоказна гордост
9. Липса на естетика

### 11 сатанински правила на Земята
1. Не давай мнение или съвет, освен ако не ти ги искат.
2. Не занимавай околните хора с проблемите си, освен ако те не искат да ги чуят.
3. Когато си в чужд дом, или показвай уважение към домакина, или въобще не ходи там.
4. Ако гост в дома ти те разстрои, отнеси се с него жестоко и безмилостно.
5. Не прави сексуални опити, освен ако не си получил сигнал за това.
6. Не вземай това, което не ти принадлежи, освен ако не е бреме за друг човек и той моли да бъде облекчен.
7. Признай силата на магията, ако ти е помогнала да постигнеш желанията си. Ако отречеш силата на магията, след като ти е донесла успех, ще загубиш всичко, което си получил.
8. Не се оплаквай за нещо, на което няма нужда да се подлагаш.
9. Нe наранявай деца по никакъв начин.
10. Не убивай животни, освен ако не са те нападнали, или за храна.
11. Когато вървиш сред хора, не закачай никого. Ако някой започне да те безпокои, го помоли да престане. Ако не спре, унищожи го.